# St. Hubertus (Weweler)

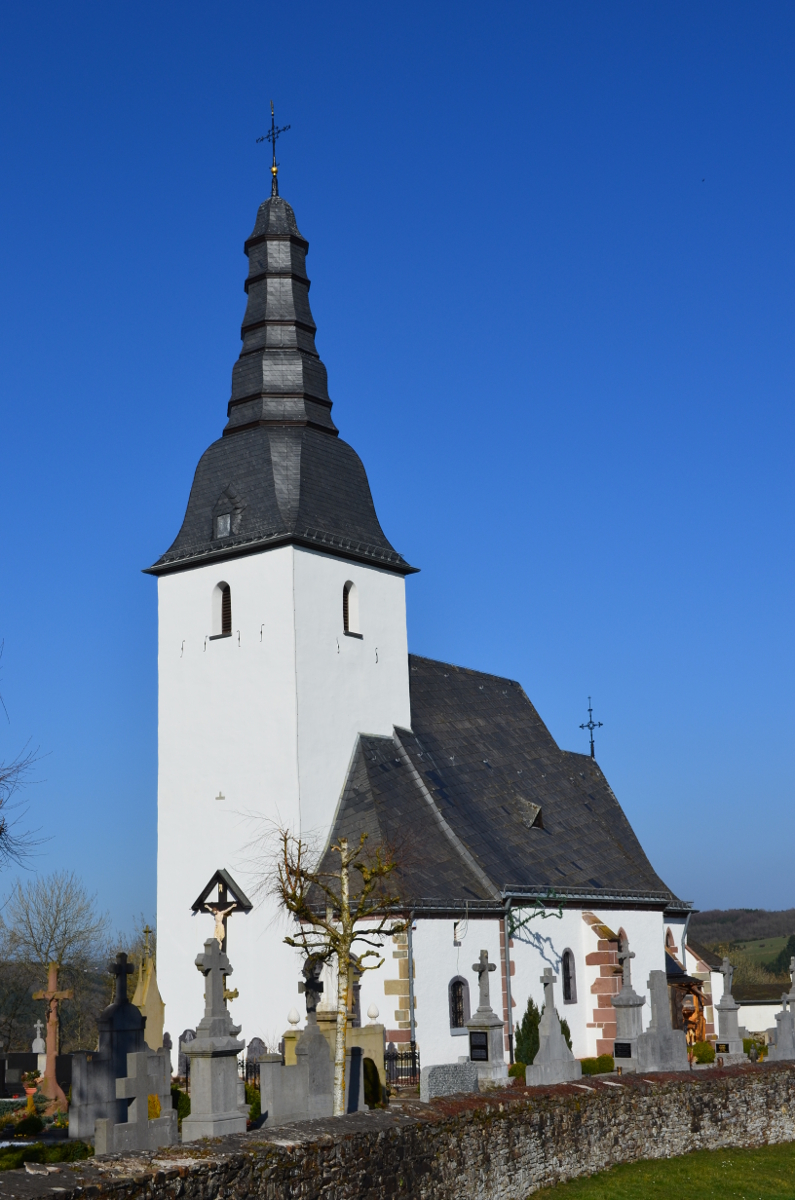
Weweler – Kapelle St. Hubertus inmitten des Friedhofs

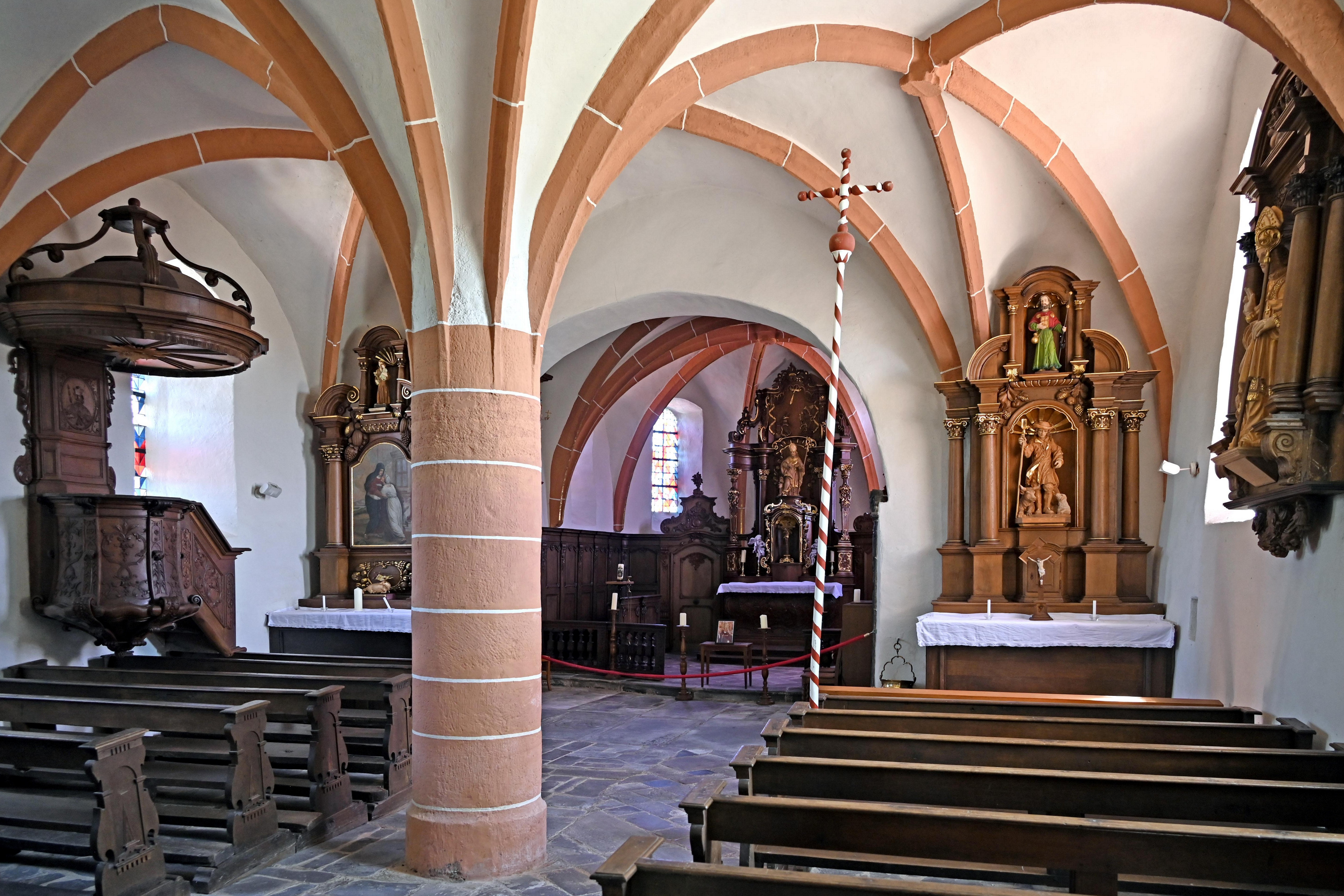
Gotischer Kapellenraum

Die Kapelle St. Hubertus befindet sich in Weweler in der belgischen Eifel, einem Dorf, das zur Gemeinde Burg-Reuland in der Deutschsprachigen Gemeinschaft gehört. Sie ist dem hl. Hubertus geweiht. Aktuell finden dort nur noch Taufen, Hochzeiten und Beerdigungen statt, aber keine regulären Messen. Die Kapelle ist also eher historisch bedeutsam. Auf dem die Kapelle umgebenden Friedhof werden die Verstorbenen der Ortschaften Weweler, Stoubach und Diepert beigesetzt.

## Geschichte
Die Kapelle St. Hubertus war bis zum Jahr 1772 Pfarrkirche von Reuland. Der Turm aus dem 13. Jahrhundert ist der älteste erhaltene Gebäudeteil. Langhaus und Chor des Gebäudes stammen aus dem 15. Jahrhundert, wobei das ursprünglich einschiffige Langhaus im 16. Jahrhundert zweischiffig erweitert und einheitlich gewölbt wurde. Im Jahr 1735 erhielt das Kirchenbauwerk eine Eingangshalle und eine Sakristei. Im gleichen Jahr setzte man die Fenster auf der Westseite des Langhauses ein. Kurz hintereinander, in den Jahren 1678 und 1711, zerstörten Blitze den Turm der Kapelle. Bei der anschließenden Wiederherstellung im Jahre 1712 wurde der Turm um die heutige Glockenstube aufgestockt und mit dem fortan für das Bauwerk so charakteristischen Helm versehen. Nachdem im Jahr 1918 abermals ein Blitzeinschlag den Turm beschädigt hatte, erhielt er bei der Instandsetzung ein einfaches Pyramidendach. Erst bei größeren Restaurierungsarbeiten im Jahr 1986 gab man dem Turm seine ursprüngliche Dachkonstruktion zurück. Zuletzt wurde die Kapelle in den Jahren 2008/09 umfassend renoviert und erhielt u. a. einen neuen Außenanstrich sowie einen neuen Blitzableiter. Seit 1950 steht sie unter Denkmalschutz.

## Beschreibung
Die Kapelle ist eine Einstützenkirche, da ihr Gewölbe lediglich von einer einzelnen, mittig im Raum platzierten Säule sowie den Außenmauern gestützt wird. Weithin sichtbar thront sie mit ihrem romanischen Turm und dessen barockem Helm unterhalb des 480 m hohen Ourberges. Sie besitzt Kirchenfenster im gotischen Stil sowie ein gotisches Kirchenschiff mit einer Decke, die ein gotisches Netzgewölbe bildet.

Der Bildhauer Hennes aus Neuerburg hatte den Hauptaltar in den 1770er Jahren gefertigt; Pierre de Hainausse sorgte für die Farbgebung. Er besitzt eine leicht geschwungene Rokokoverkleidung, an deren Vorderseite ein von Ornamenten umrahmtes Flachrelief des hl. Hubertus zu sehen ist. Auch die Chorstühle mit ihren geschnitzten Kniebänken wurden durch den Bildhauer Hennes angefertigt. Die beiden Seitenaltäre stammen ebenfalls aus dem 18. Jahrhundert. In den Boden des Kirchenschiffes sind Grabplatten und Grabkreuze eingelassen. Hier befindet sich u. a. der Grabstein von Georg Friedrich August Ferrand von Montigny, der 1782 das Brachter Schloss bauen ließ. Die Überreste zweier mittelalterlicher Wandmalereien wurden 1986 im Chor entdeckt und an die Westwand des Schiffes transloziert, wo sie heute zu sehen sind.

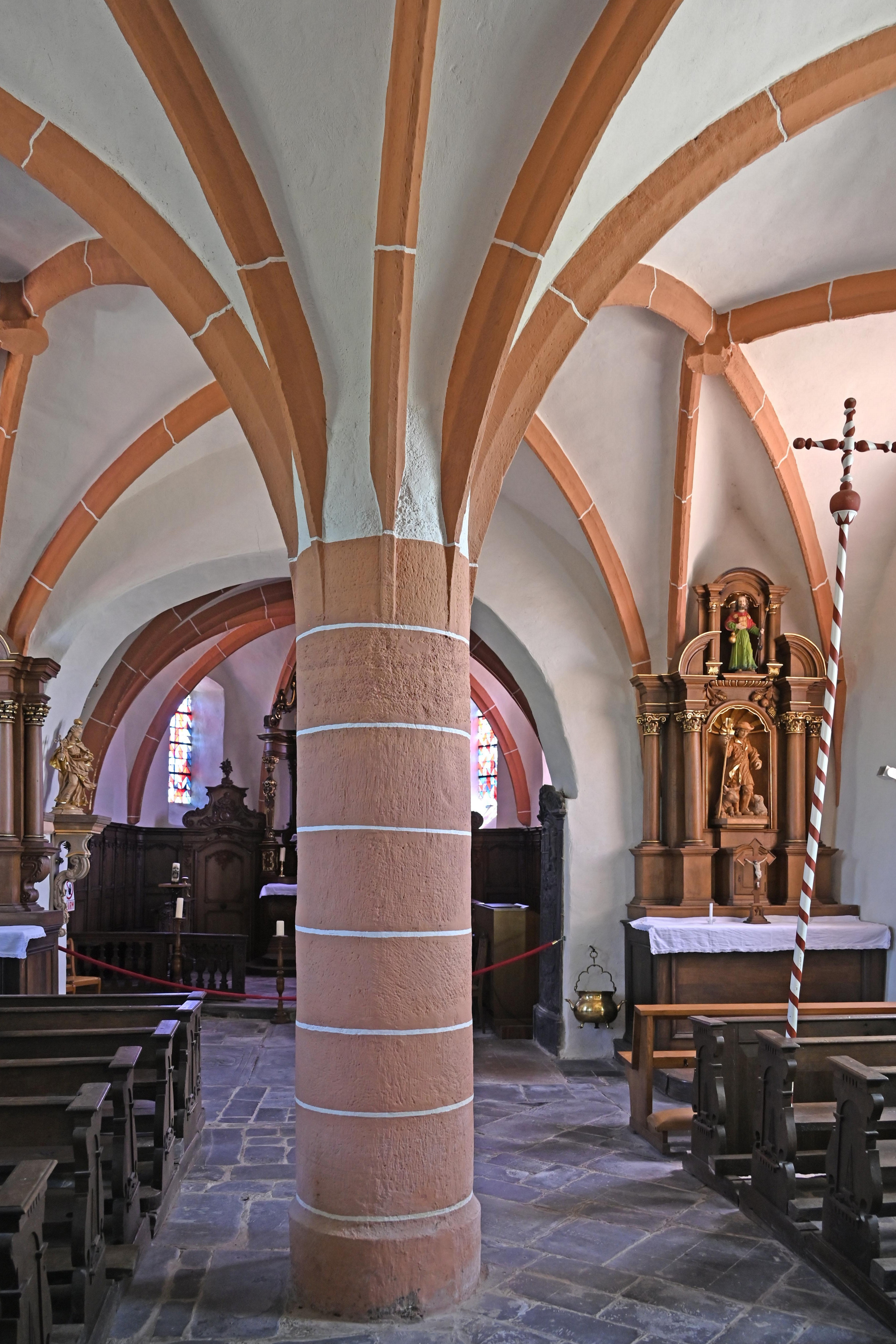
Mittelsäule, got. Gewölbe
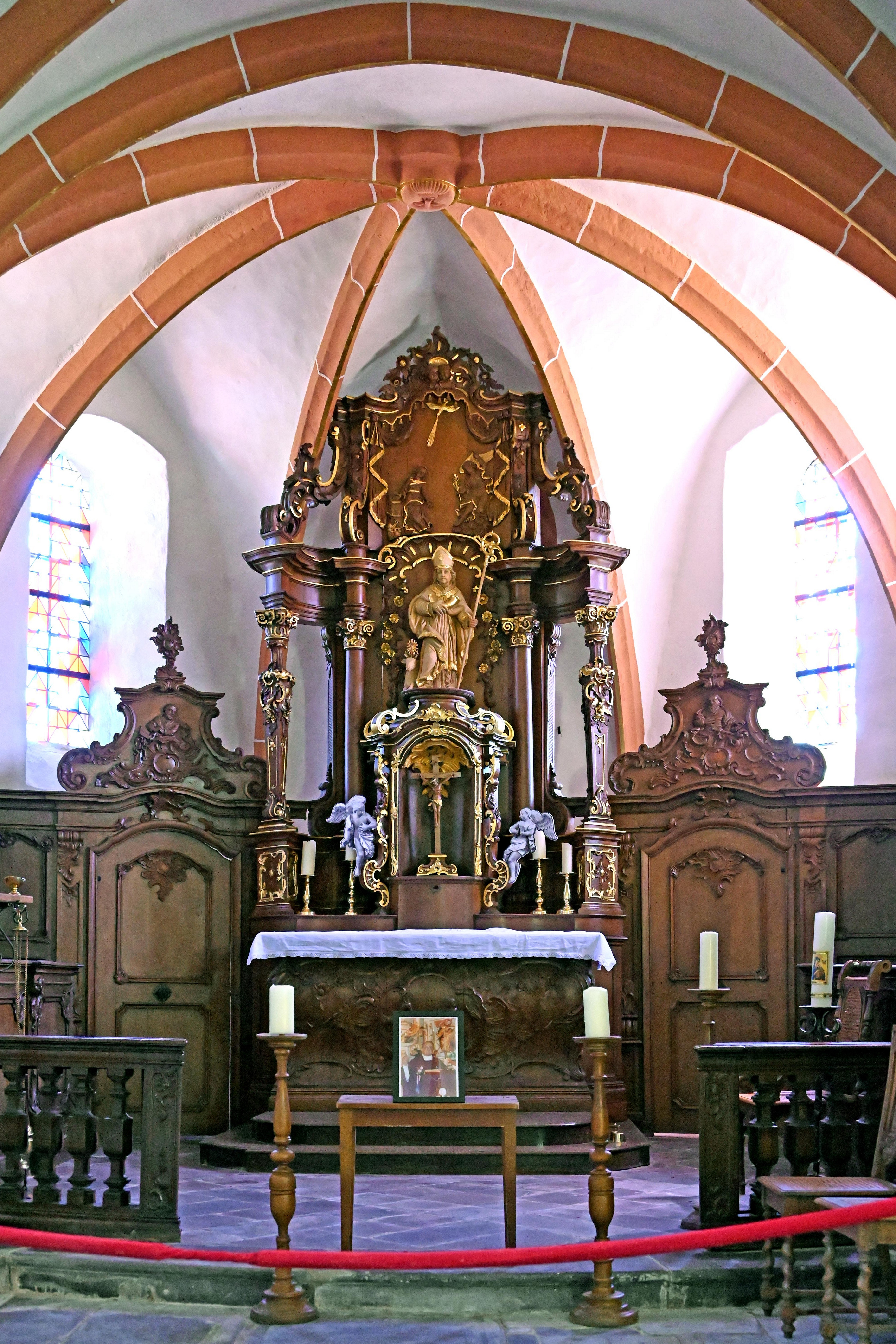
Barockaltar
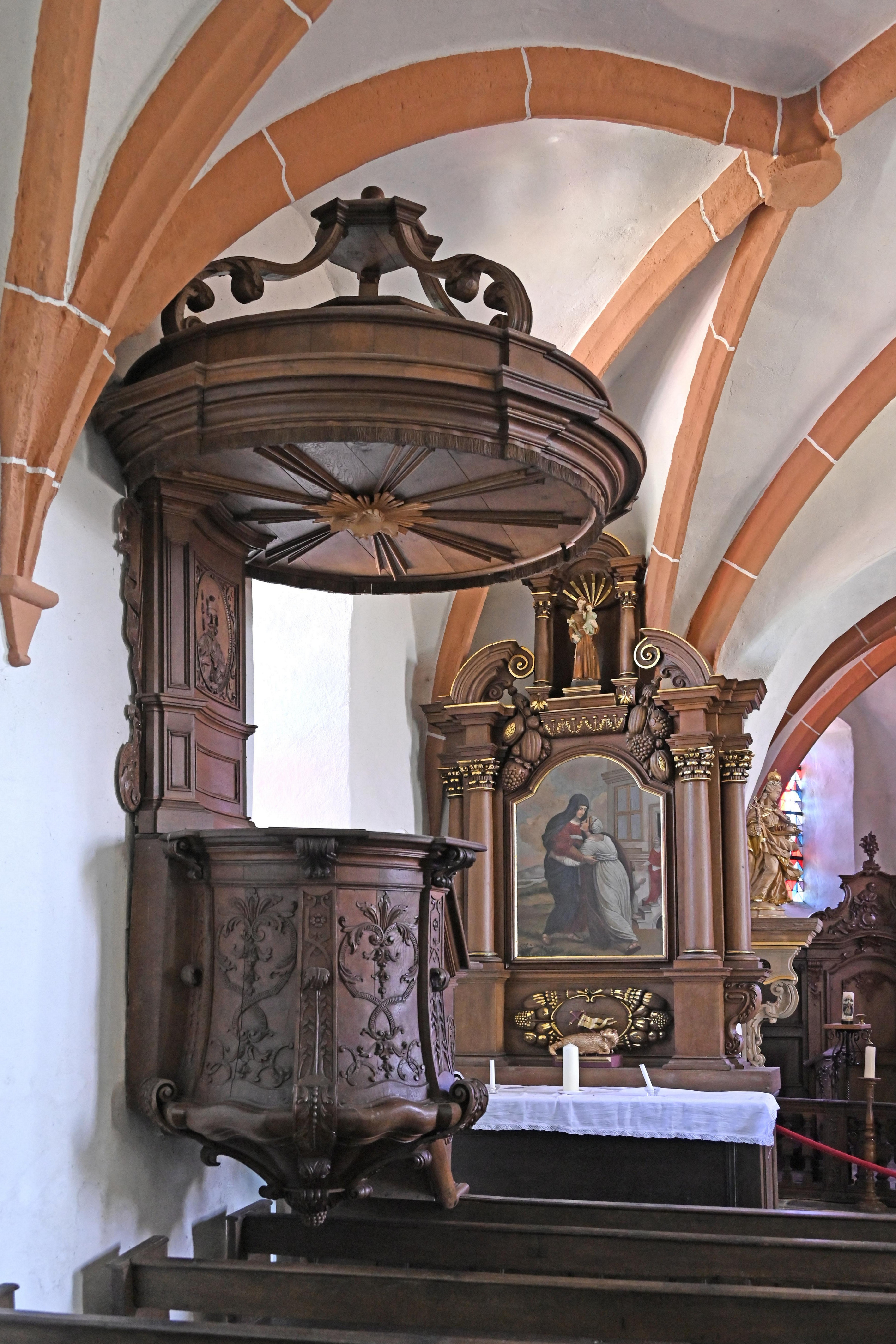
Kanzel
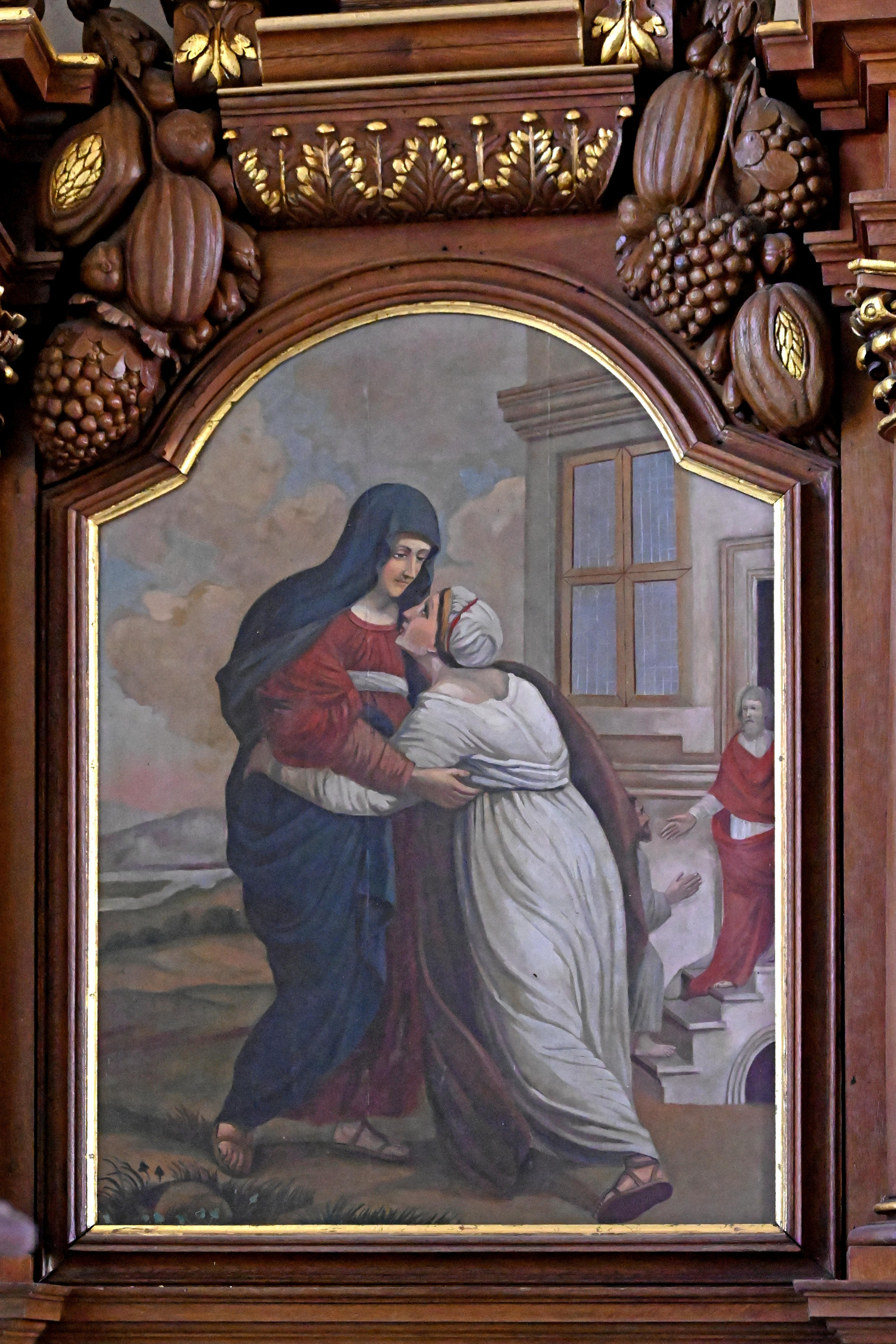
Gemälde am Marienaltar
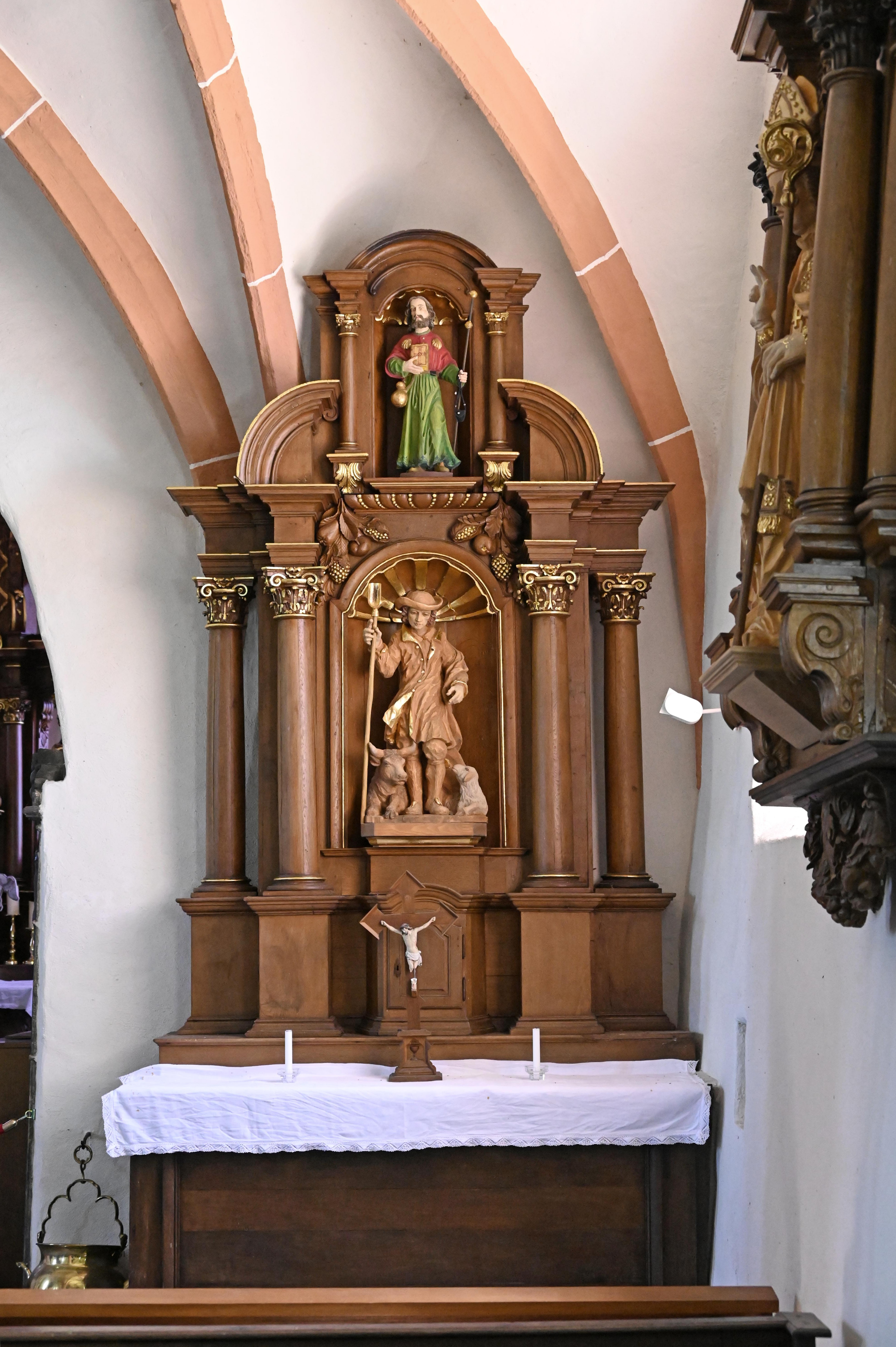
Wendelinusaltar (18. Jh.)
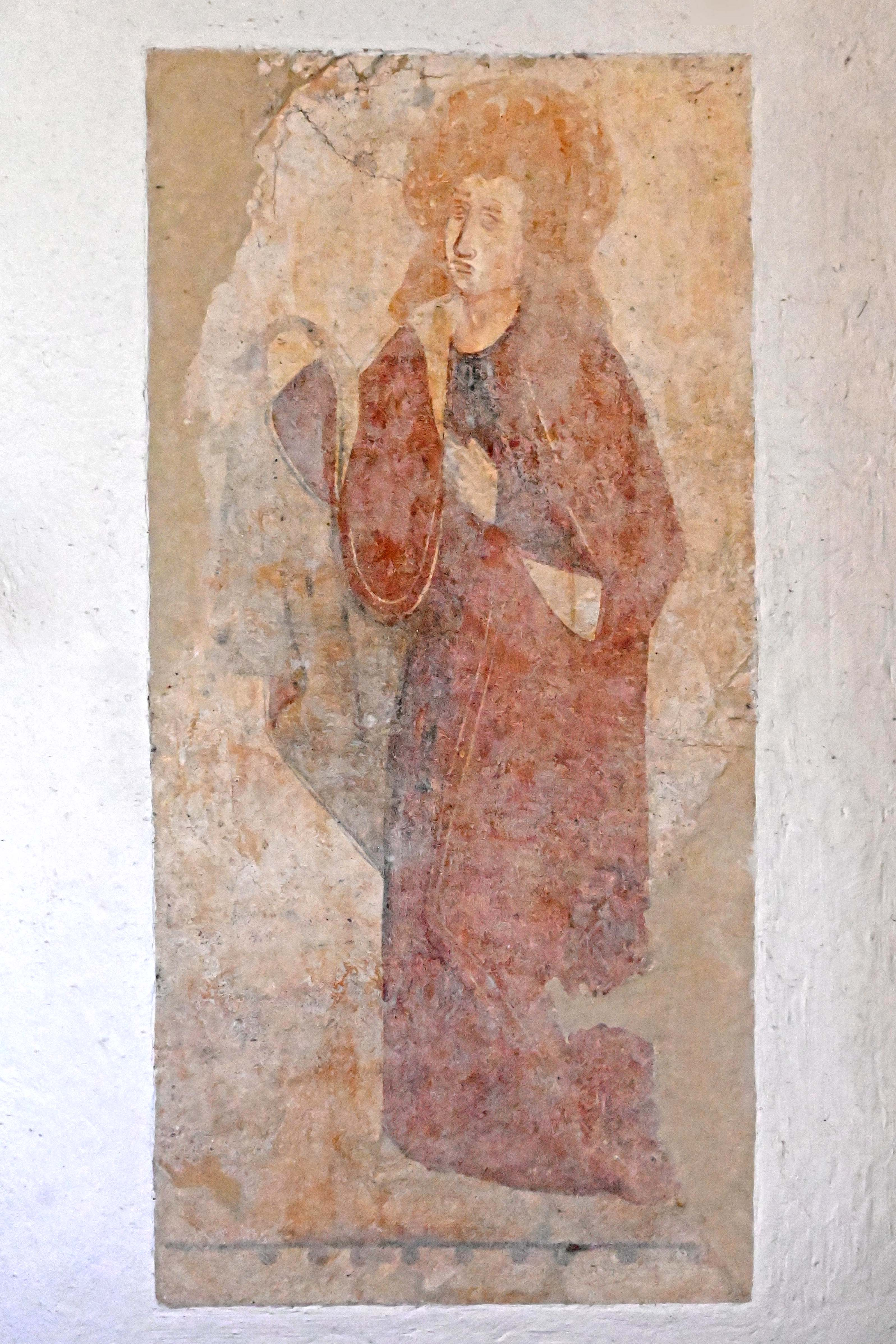
Wandmalerei
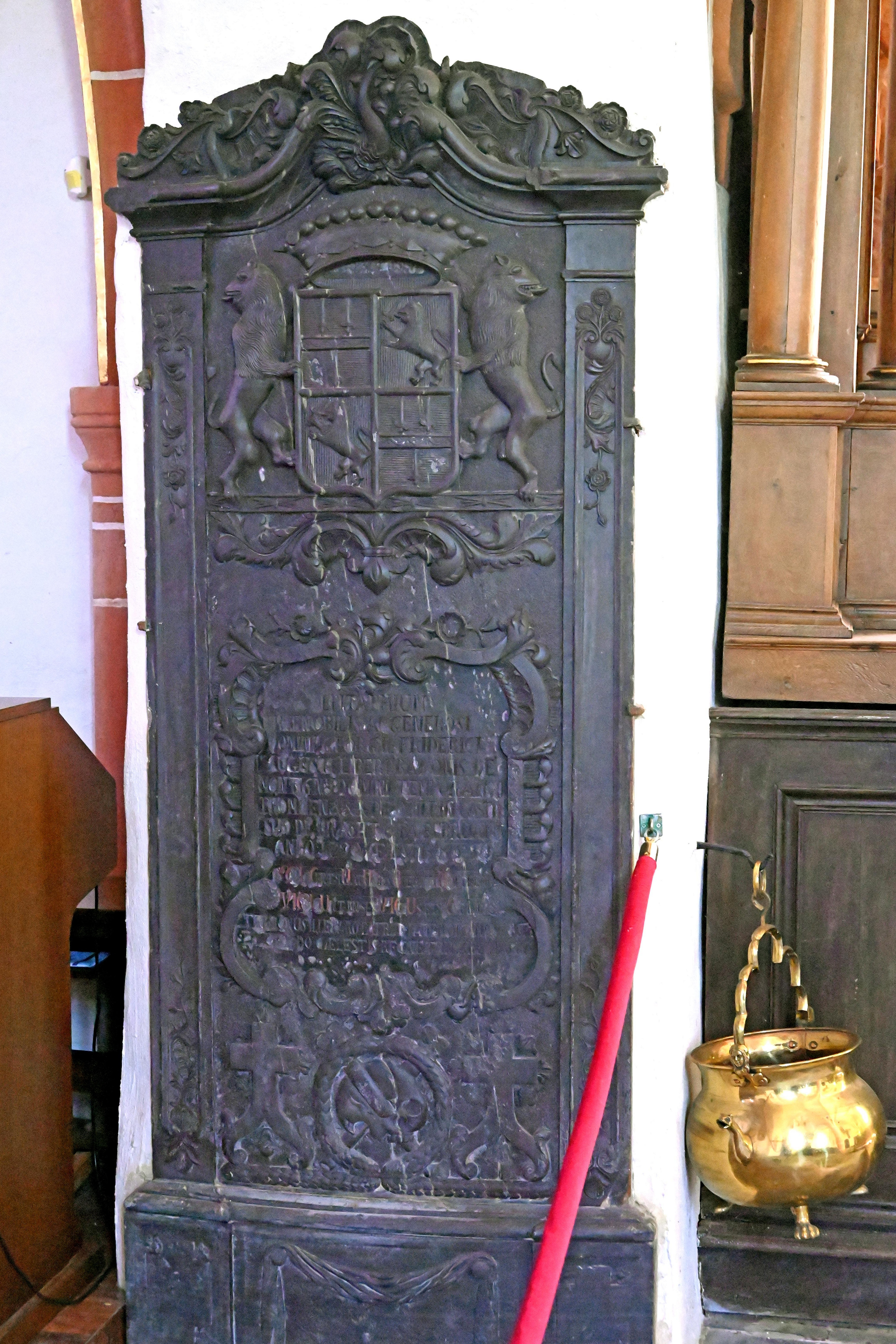
Montigny-Epitaph (1790)